# 6919 Томонаґа
6919 Томона́ґа (6919 Tomonaga) — астероїд головного поясу, відкритий 16 квітня 1993 року.
Тіссеранів параметр щодо Юпітера — 3,606.
Названо на честь Синітіро Томонаґи (яп. ともなが(朝永) томонаґа).